# José Julián García
José Julian Garcia (* 20. Juli 2002) ist ein spanischer Motorradrennfahrer. Er fährt seit 2017 in der FIM-CEV-Moto3-Junioren-Weltmeisterschaft. Zudem fuhr er einzelne Rennen in der Motorrad-Weltmeisterschaft als Ersatzfahrer.

## Statistik

### In der FIM-CEV-Moto3-Junioren-Weltmeisterschaft
(Stand: Saisonende 2021)
| Saison | Team                       | Motorrad  | Rennen | Siege | Zweiter | Dritter | Poles | Schn. Runden | Punkte | Ergebnis |
| ------ | -------------------------- | --------- | ------ | ----- | ------- | ------- | ----- | ------------ | ------ | -------- |
| 2017   | FAU55 Racing               | KTM       | 9      | –     | –       | –       | –     | –            | 36     | 14.      |
| 2018   | Laglisse Academy           | Husqvarna | 12     | –     | –       | –       | –     | –            | 6      | 32.      |
| 2019   | FAU55 Racing               | KTM       | 9      | –     | 2       | 1       | –     | –            | 80     | 8.       |
| 2019   | RGR TM Racing Factory Team | TM Racing | 3      | –     | 2       | 1       | –     | –            | 80     | 8.       |
| 2020   | SIC58 Squadra Corse        | Honda     | 11     | 1     | –       | 2       | –     | 1            | 130    | 4.       |
| 2021   | SIC58 Squadra Corse        | Honda     | 12     | –     | 1       | –       | –     | 1            | 64     | 10.      |
| Gesamt | Gesamt                     | Gesamt    | 56     | 1     | 3       | 3       | 0     | 2            | 316    |          |

### In der Motorrad-Weltmeisterschaft
| Saison | Klasse | Team                | Motorrad | Rennen | Siege | Zweiter | Dritter | Poles | Schn. Runden | Punkte | Ergebnis |
| ------ | ------ | ------------------- | -------- | ------ | ----- | ------- | ------- | ----- | ------------ | ------ | -------- |
| 2019   | Moto3  | VNE Snipers         | Honda    | 2      | –     | –       | –       | –     | –            | 0      | 44.      |
| 2020   | Moto3  | SIC58 Squadra Corse | Honda    | 2      | –     | –       | –       | –     | –            | 0      | –        |
| Gesamt | Gesamt | Gesamt              | Gesamt   | 4      | 0     | 0       | 0       | 0     | 0            | 0      |          |